# William Flinders Petrie
Sir William Matthew Flinders Petrie (ur. 3 czerwca 1853 w Charlton pod Londynem, zm. 28 lipca 1942 w Jerozolimie) – brytyjski archeolog i egiptolog. Był wnukiem badacza Australii Matthew Flindersa.

## Biografia
O jego edukację osobiście zadbali rodzice (zwłaszcza ojciec), wpajając mu zasady rzetelności w pracy, co stało się podstawą jego kariery. W 1880 wyjechał do Egiptu, aby tam zająć się badaniem i dokonaniem przeglądu – inspekcji Wielkiej Piramidy w Gizie. Wciąż rosnące zainteresowanie zabytkami starożytnego Egiptu zaprowadziło go do najważniejszych stanowisk archeologicznych, m.in. do: Gizy, Sakkary, Abydos i Amarny.
Po zakończeniu prac w Gizie powrócił do Anglii i został zarekomendowany Egipskiemu Towarzystwu Archeologicznemu, które starało się wówczas o archeologa, który mógłby objąć w Egipcie stanowisko po Edouardzie Naville’u. Z 250-funtową pensją miesięczną, w listopadzie 1884, Petrie przystąpił do pracy. Dzięki metodzie szczegółowego i starannego prowadzenia badań, sporządzania zapisków i badania znalezionych przedmiotów – wprowadził nowe standardy w archeologii. Poprzez powiązanie stylów ceramiki z okresami w historii Egiptu, zastosował jako pierwszy zasadę kolejności, nową metodę (seriacji) w ustalaniu chronologii. Wiele spośród jego znalezisk zostało zaprezentowanych w Królewskim Towarzystwie Archeologicznym (Royal Archaeological Society) oraz opisanych w tamtejszym periodyku „Archeological Journal” w artykule Charlesa Johna Spurrella.
W latach 1892–1933 Petrie był pierwszym profesorem w katedrze Archeologii i Filologii Egipskiej w University College w Londynie. Została ona ufundowana przez Amelię Edwards, sympatyczkę Petriego, wspierającą go w jego pracy. Po objęciu profesury nadal prowadził badania w Egipcie, jednocześnie kształcąc młodych adeptów, wśród których znalazło się wielu znanych później archeologów. Jego studentkami były m.in. egiptolog i antropolog Margaret Murray oraz archeolog Gertruda Caton-Thompson. 
W 1913 Petrie sprzedał swą kolekcję egipską University Collage w Londynie. Utworzono z niej Muzeum Petrie’go (Petrie Museum of Egyptian Archeology). W 1926 wyjechał z Egiptu do Palestyny, gdzie nadal prowadził prace badawcze i wykopaliskowe.
Zmarł w 1942 w Jerozolimie i został pochowany na protestanckim cmentarzu na górze Syjon.
Archeologia zawdzięcza mu wprowadzenie systematycznej metodologii. Kazimierz Michałowski uważał go za jednego z ojców nowożytnej archeologii Bliskiego Wschodu.